# 寥庄水库
寥庄水库是中国河南省南阳市南召县境内的一座水库，位于白河支流上，建于1960年。水库正常库容为472万立方米，集雨面积为61平方千米，海拔为223米。